# Élisabeth Burnod
Pour les articles homonymes, voir Burnod.
Élisabeth Burnod, née à Morges le 11 août 1916 et morte le 6 mai 1979 à Lausanne, est une écrivaine vaudoise.

## Biographie
Élisabeth Burnod, après une enfance passée au pied du Jura, fréquente le collège de sa ville natale où enseigne son père, puis poursuit ses études au gymnase de Lausanne. Elle commence par travailler à la Radio suisse romande. Elle se marie en 1936 avec le Français Edmond Kaiser, postérieurement fondateur de l'organisation Terre des Hommes, dont elle a deux enfants et vit avec sa famille à Paris dans un cercle littéraire.
À cause d’un contact de son mari avec des membres du Contre-espionnage allemand dans le Nord-Pas-de-Calais (Abwehr-Nebenstelle Lille) elle part de Paris en décembre 1943 vers Lille afin de travailler dans un réseau de Secret Intelligence Service de l’Angleterre sans savoir que son chef Alfred Lambert est vraiment l’agent Friedrich Topp de « l’Abwehrstelle Arras »  responsable de la sécurité des Armes Secrètes de Hitler sur les côtes de la Manche. Pendant six mois elle est la collaboratrice ignorante de Topp alias Lambert qui prétend en 1947, qu’elle était aussi son amie. À cause de ces activités le couple  Kaiser-Burnod est accusé de trahison sous l'Occupation et emprisonné pendant un mois en 1947. Elle est libérée de la prison à Loos avec un non-lieu.
Lorsqu'elle revient vivre à Lausanne, elle assume durant près de vingt ans la fonction d'attachée de presse du Comptoir suisse à Lausanne.
Depuis 1943 elle publie successivement une série de monographies ainsi que des textes écrits pour la radio. Elle est lauréate du Prix des écrivains vaudois 1975.

## Œuvres
- Le Pont du Nord. Novellen. Éditions de Kogge, Bruxelles 1943.
- Le Miracle des violettes. Roman. Jeheber, Genf/Paris 1946.
- Florentine. Roman. Jeheber, Genf/Paris 1949. (écrit à Paris 1943).
- Agnès et le Cercle intime. Roman. Jeheber, Genf/Paris 1955.
- Les Arrangeurs. Roman. Spes, Lausanne 1963.
- Ornements pour la solitude. Roman. Spes, Lausanne 1964.
- Chefs-d’œuvre des collections suisse. De Monet à Picasso. Palais de Beaulieu, Lausanne, du 1er mai au 25 octobre 1964. Guide officiel de l'Exposition. Lausanne 1964.
- La Femme disparue. Roman. Spes, Lausanne 1966. (Roman).
- Lausanne. Ch. Veillon, Lausanne 1967. (avec René Creux ; Traduction anglaise Eduard H. Steenken).
- Livre d’Or. 50 ans Comptoir sisse. Marguerat, Lausanne 1969. (avec Hanspeter Schmidt, Traduction allemande Eduard H. Steenken: Goldenes Buch. 50 Jahre Comptoir Suisse.).
- Le Vent d’août. Roman. Édition du Panorama, Paul Thierrin, Bienne 1970.
- Le Dimanche papouadan. Roman. Édition du Panorama, Bienne 1976.

## Sources
- « Élisabeth Burnod », sur la base de données des personnalités vaudoises sur la plateforme « Patrinum » de la Bibliothèque cantonale et universitaire de Lausanne.
- Alain Nicollier, Henri-Charles Dahlem, Dictionnaire des écrivains suisses d'expression française, vol. 1, p. 150-151. Roger Francillon, Histoire de la littérature en Suisse romande, vol. 3, p. 319. Écrivaines et écrivains d'aujourd'hui, 1988, p. 277 [mhg/bs/2004/04/14]
- Franz Josef Burghardt et Daniela Topp-Burghardt, Amours sous les Armes Secrètes d'Hitler. Les agents du contre-espionnage allemand pour la sécurité des armes-V et leurs amies françaises dans le Nord de la France 1943/44, Paris 2021  (ISBN 978-2-322-37966-8).